# A Talent for Loving
A Talent for Loving (conocida en español como Talento para amar o Talento para el amor) es una película de comedia wéstern británico-estadounidense de 1969 dirigida por Richard Quine y protagonizada por Richard Widmark, Chaim Topol y Cesar Romero. Fue estrenada en Francia como Sacré Far West. Está basada en la novela wéstern paródica de 1961 A Talent for Loving, o The Great Cowboy Race de Richard Condon, quien también escribió el guion. La versión en vídeo casero de la película (Simitar Entertainment) se titula Gun Crazy y ha sido editada a 95 minutos.
En diciembre de 1965, Walter Shenson ofreció A Talent for Loving a Brian Epstein como vehículo cinematográfico para The Beatles, pero fue rechazado por unanimidad.

## Argumento
Un jugador de cartas llamado Patten gana la escritura de un rancho mexicano, pero descubre que el lugar ha sido maldecido. El dueño anterior del lugar, Don José, le dice que debe casar a su hermosa y ninfómana hija para liberarla permanentemente de la maldición.

## Reparto
- Richard Widmark como Patten.
- Chaim Topol como Molina.
- Cesar Romero como Don José.
- Geneviève Page como Delphine.
- Fran Jeffries como María.
- Derek Nimmo como Moodie.
- Max Showalter como Franklin.
- Joe Melia como Tortillaw.
- John Bluthal como Martinelli.
- Libby Morris como Jacarandá.
- Judd Hamilton como Jim.
- Caroline Munro como Evalina Patten.